# Principe divin
Principe divin (hangeul : 원리강론) est un ouvrage écrit par Sun Myung Moon, le fondateur de l’Église de l'Unification, connue généralement sous le nom de secte Moon. Rédigé dans sa première version en 1951, il rassemble les bases théologiques de cette secte.
Principe divin est considéré par les adeptes de Sun Myung Moon comme le fruit de nombreuses révélations reçues par celui-ci, non seulement de Jésus-Christ, mais aussi d’autres figures religieuses telles que Confucius, Lao Tseu, le Bouddha, et Dieu lui-même.

## Historique
Pendant plus de 10 ans, Sun Myung Moon enseigne le contenu de ses recherches, de ses convictions et des révélations qu'il dit avoir reçues. Ce n'est qu'en mai 1951 qu'il décide de mettre son enseignement par écrit, à Pusan. Il rédige alors pendant un an le texte d'origine du Principe divin.
Un de ses premiers disciples, Hyo-won Eu, mystique lettré coréen, collabore en 1954 avec Sun Myung Moon pour produire une deuxième version du Principe Divin, plus complète. C'est ensuite Young Oon Kim, professeur à l'Université pour femmes Ewha de Séoul, où elle enseigne le Nouveau Testament et les religions comparées, qui va, après s'être convertie en 1953, augmenter le contenu de cet ouvrage.

## Synthèse
Selon le Principe divin, Dieu porte en lui toutes les caractéristiques de l'univers dans lequel il s'est entièrement projeté en le créant. Il aurait ainsi non seulement une nature intérieure (cœur, volonté, raison, émotions) et une forme extérieure (énergie), mais aussi les deux natures Yang et Yin, masculin et féminin, faisant de lui non seulement Dieu le Père, mais aussi Dieu la Mère. De ce fait, ce n'est pas l'homme seul ni la femme seule qui serait l'image de Dieu, mais le couple. C'est pour s'incarner dans le couple et partager son amour avec lui que Dieu aurait créé les êtres humains comme ses enfants,.

### Approche de l'Ancien Testament

#### Première famille humaine dans la Genèse
Dans le Principe divin, l'exégèse du récit de la Genèse diffère du récit conventionnel. L'histoire du jardin d'Eden correspondrait à une réalité historique, mais nécessiterait d'être interprétée symboliquement. Adam et Eve auraient réellement existé, créés par Dieu qui voulait s'incarner en eux, partager son amour avec eux, et régner sur l'humanité à travers eux. Mais un événement a détruit cet idéal, relaté dans la Genèse sous la forme d'une histoire symbolique,.

#### Chute des premiers ancêtres
Dans le Principe divin, la Chute n'est pas seulement un acte de désobéissance, il ne s'agit pas davantage d'une première manifestation de l'orgueil humain ni d'un signe indiquant la tentative rebelle de l'homme cherchant à rivaliser avec Dieu.
Selon Jean-François Mayer, le Principe divin explique qu’Adam et Eve auraient dû fonder la première famille centrée sur Dieu en vivant son idéal d’amour, et ainsi réaliser un monde de bonté en devenant les vrais parents de l’humanité. Au lieu de cela, par suite d’une relation d'amour illégitime entre Eve et l'archange Lucifer, puis entre Eve et Adam, excluant Dieu, le premier couple a établi un monde déchu, centré sur Satan,.
C'est ainsi que le Principe divin souligne le mal qui est à l’œuvre dans le monde. Tout aurait commencé avec ce péché originel : par un lignage de sang déchu, Adam et Ève n’ayant pas atteint la perfection qui leur était promise auraient transmis le péché de génération en génération à leurs descendants.

#### Premier peuple élu: Israël
Le Principe divin détaille alors tout le travail de Dieu dans l'Ancien Testament. il s'agit, à la fois pour Dieu et pour l'humanité, de restaurer la lignée du premier couple qui s'est placé sous l'emprise de Satan. Afin d’y parvenir, Dieu doit envoyer un deuxième Adam, le Messie. En effet, il est nécessaire que vienne un homme sans aucune trace du péché originel, qui forme une famille idéale centrée sur Dieu (selon le plan initial), à partir de laquelle deviendra possible la restauration d’une société idéale puis un monde idéal centré sur cette famille.
Cependant, le messie n'a pu apparaître sur terre aussitôt, car l’humanité devait apporter sa part aux efforts pour rendre sa venue possible. Dieu a dû préparer un peuple, le peuple juif, pour accueillir et suivre ce deuxième Adam. En parallèle, il a aussi envoyé des personnes comme Bouddha ou Confucius pour préparer d'autres nations à l'arrivée du messie en annonçant aux croyants la venue du bouddha Maîtreya pour le bouddhisme ou de l'Homme Vrai pour le confucianisme,.
Dès la première famille humaine, Dieu entame son travail providentiel à travers les deux fils d'Adam et Eve, en rejetant l'offrande de l'aîné Caïn et en acceptant celle du cadet Abel. Mais, renouvelant au niveau physique le crime spirituel de l'archange Lucifer devenu Satan après la Chute dans le Jardin d’Éden, Caïn tue Abel. Ce conflit Caïn-Abel serait ainsi à l'origine de toutes les querelles historiques et luttes fratricides entre les individus, groupes sociaux et nations. Dieu aurait demandé à des figures centrales du peuple d'Israël de rejouer ce conflit afin de le résoudre et de poser ainsi le fondement pour la venue du Messie. C'est Jacob qui y serait parvenu pour la première fois en subjuguant son frère Esaü qui voulait le tuer,
La providence divine s'est ainsi prolongée de l’époque d’Adam à celles de Noé, d’Abraham, de Jacob, de Moïse avant d'aboutir à la venue de Jésus.

### Approche du Nouveau Testament

#### Jésus comme deuxième Adam
Pour Frederick Sontag, une des affirmations centrales du Principe divin est que Jésus n'était pas venu pour mourir. En tant que deuxième Adam, né sans péché originel, il était venu dans le monde pour réaliser la volonté de Dieu qui était d'établir le Royaume de Dieu sur terre. Mais l’incrédulité du peuple juif ne l’a pas permis. Jésus s'est alors donné lui-même en sacrifice à travers sa crucifixion.
Le Principe divin développe l'idée qu'à la Résurrection Jésus est devenu le "Vrai Père" spirituel des croyants, tandis qu'à la Pentecôte, l'Esprit Saint s'est révélé comme leur "Vraie Mère" spirituelle. Celui qui se greffe sur ces "Vrais Parents" spirituels obtient le salut spirituel. Mais le monde physique et le corps physique des croyants pouvant encore être envahis par le mal, le messie doit revenir sur la Terre pour apporter aux êtres humains un salut complet, à la fois spirituel et physique,.

### Approche de l'histoire du christianisme

#### Deuxième peuple élu: les chrétiens
Le peuple d'Israël ayant échoué dans sa mission de nation centrale pour recevoir le deuxième Adam, Dieu entreprend de former une seconde Israël : le christianisme multiracial. Celui-ci aurait donc été mis en place dans le monde entier pour remplacer la nation d'Israël et pour servir de fondement au retour du messie. La providence centrale de Dieu serait alors passée des Israélites et du judaïsme au christianisme. Tout un chapitre du Principe divin, intitulé « Parallèles entre les deux ères de la providence de la restauration », est consacré à la répétition historique entre les 2000 ans bibliques qui ont précédé Jésus et les 2000 ans qui lui ont succédé, pointant les caractéristiques analogues entre ces deux périodes,.
- L'esclavage en Égypte et la persécution sous l'Empire romain (400 ans chacun)
- La période des Juges et la période des Patriarches (400 ans chacune)
- Le royaume uni d'Israël, à la suite du couronnement du roi Saül par le prophète Samuel, et le royaume chrétien uni à la suite du couronnement de Charlemagne par le pape Léon III en l'an 800 (120 ans chacun)
- Les royaumes divisés d'Israël et de Juda et les royaumes divisés des Francs et des Germains (400 ans chacun)
- La période de l'exil à Babylone et la période allant de l'exil de la papauté en Avignon sous le roi Philippe le Bel, ce que Luther a appelé « De la captivité babylonienne de l'Église », jusqu'aux débuts de la réforme protestante en 1517 (210 ans chacune)
- Les périodes de préparation pour le Messie et pour le retour du Christ (400 ans chacune)

Jean-François Mayer souligne au sujet de ces parallèles : « De complexes calculs mathématiques dans le Principe divin aboutissent à la conclusion que l'arrivée du nouveau messie devait se produire entre 1917 et 1930. »

### Approche duXXesiècle
La vision du Principe divin sur les guerres mondiales qui ont ravagé le XXe siècle va au-delà des conflits d’intérêts politiques ou économiques. À l'approche de la fin de la période de 400 ans commencée en 1517 (année de publication des 95 thèses de Luther), ces guerres auraient aussi pour causes intérieures d’établir une préparation ultime au retour du messie, en suscitant au niveau mondial la réconciliation des deux frères Caïn et Abel. Le monde aurait alors été à trois reprises séparé en deux blocs, l’un de type Caïn, l’autre de type Abel. Puis, trois guerres finales auraient permis au monde de type Abel de venir à bout du monde de type Caïn.

#### Première Guerre mondiale
Le Principe divin souligne que, le christianisme ayant été instauré comme religion centrale avec pour mission suprême  de recevoir le messie à son retour et d’accomplir les buts de toutes les religions, toute nation le persécutant ou entravant son progrès se tient du côté de Satan. Sur les plans religieux et idéologiques, les états de type Caïn avaient donc pendant la Première Guerre mondiale dans leur camp la Turquie, pays musulman, avec ses alliés, l’Allemagne et l’Autriche-Hongrie. Les états de type Abel étaient le Royaume-Uni, les États-Unis, la France et la Russie, défenseurs dans l’ensemble du christianisme.

#### Deuxième guerre mondiale
Pendant la Seconde Guerre mondiale, les pays démocratiques alliés – États-Unis, Royaume-Uni et France - ont pris la tête des nations du côté de Dieu. Le côté de Satan regroupait l’alliance formée par les pays fascistes : Allemagne, Japon et Italie. De plus, Hitler est considéré dans le Principe divin comme un antéchrist, qui voulait bâtir son propre monde idéal centré sur son idéologie et sur une race pure, la sienne,.

#### Troisième guerre mondiale
Dieu veut, par le conflit que représentait la guerre froide, entre, d'une part, les États-Unis et leurs alliés et, d'autre part, l'Union des républiques socialistes soviétiques (URSS) et ses états satellites, amener le monde démocratique du côté d’Abel à soumettre le monde communiste du côté de Caïn. Staline est considéré lui aussi comme un antéchrist, qui cherche à établir son monde idéal sur la base du matérialisme dialectique, lequel nie l’existence de toute entité spirituelle, Dieu y compris, et avance une explication de l’univers axée sur une logique totalement matérialiste.

#### Épilogue
L’aboutissement de cet ultime conflit devant conduire à la venue d’un monde idéal où toute l’humanité se définirait par une communauté solidaire, une prospérité partagée et des valeurs universelles, il est souligné dans le Principe divin qu'on ne pourra jamais y parvenir par une simple défaite militaire des ennemis. En conclusion de l'ouvrage, pour une réconciliation mondiale, il s'avère essentiel qu’une idéologie supérieure se présente, capable de susciter l’adhésion de tous, laquelle sera amenée par le messie lui-même,.

## Controverses

### Vision du salut et de l'enfer
Les dogmes du christianisme, du judaïsme et de l'islam refusent l'universalisme du Principe divin dans sa définition d'un salut qui implique que toute l’humanité finira par accéder au royaume de Dieu, jusqu’à Satan lui-même, et que de ce fait l’enfer n’est pas éternel.

### Panthéisme
Cette section ne s'appuie pas, ou pas assez, sur des sources secondaires ou tertiaires indépendantes du sujet.

Pour l'améliorer, ajoutez-en, ou placez des modèles {{Source secondaire souhaitée}} ou {{Source secondaire nécessaire}} sur les passages mal sourcés. (octobre 2023)

Le Principe divin affirme que Dieu et la création ne font qu’un, ce que dénonce le jésuite Yves Morel pour qui ce n'est pas acceptable dans les religions judéo-chrétiennes : 
« Pour Moon, il n’y a pas de différence de nature entre Dieu et la création : " Tout élément de la création est l’objet substantiel de Dieu, ou la force manifestée des qualités invisibles de Dieu." Nous nous trouvons donc dans un système panthéiste. » 

### Nature de Jésus
Selon le Principe divin, Jésus est le premier homme qui a pleinement accompli le but de la création. Par conséquent, il est un avec Dieu. Cependant, si à la lumière de sa divinité, il peut bien être appelé Dieu, il ne peut absolument pas être Dieu lui-même. La relation entre Dieu et Jésus est comparée à celle qui existe entre l'esprit et le corps.
En 1976, le Conseil des Églises de New York a rejeté la candidature d'admission de l’Église de l'Unification parce qu'il ne pouvait accepter la vision selon laquelle le Messie serait une figure humaine et non divine. De plus, était inacceptable l'idée que Jésus n'ait pu mener à bien son œuvre salvatrice, qu'un nouveau messie soit nécessaire pour cela qui, à l'instar de Jésus, ne reviendrait pas littéralement sur les nuées mais comme un homme, dans la chair.

### Derniers jours
La vision du Principe divin sur les derniers jours ne correspond pas aux dogmes du judéo-christianisme et de l'islam. Ce ne serait pas le temps de la destruction de notre planète, mais plutôt le temps de l’accomplissement de toutes les prophéties passées, la réunion entre Dieu et les hommes, la fin du mal (et pas du monde), l’apparition d’un monde juste, vrai et pacifique. Ce serait enfin le temps de la rédemption (restauration) complète de l'humanité, qui ne serait possible que quand elle aurait pu réaliser pleinement l’idéal de la création sur terre.